# Ostrožnica
Ostrožnica (en cyrillique : Острожница) est un village de Bosnie-Herzégovine. Il est situé dans la municipalité de Bosanska Krupa, dans le canton d'Una-Sana et dans la fédération de Bosnie-et-Herzégovine. Selon les premiers résultats du recensement bosnien de 2013, il compte 905 habitants.

## Démographie

### Évolution historique de la population
| 1948 | 1953 | 1961 | 1971 | 1981  | 1991  | 2013 |
| ---- | ---- | ---- | ---- | ----- | ----- | ---- |
| -    | -    | 743  | 950  | 1 094 | 1 201 | 905  |

|  |

### Communauté locale
En 1991, la communauté locale d'Ostrožnica comptait 1 514 habitants, répartis de la manière suivante :